# Вилијамсбург (Кентаки)
Вилијамсбург (енгл. Williamsburg) град је у америчкој савезној држави Кентаки.

## Демографија
По попису из 2010. године број становника је 5.245, што је 102 (2,0%) становника више него 2000. године.
| Група             | 2000.         | 2010.         |
| Белци             | 4.937 (96,0%) | 4.873 (92,9%) |
| Афроамериканци    | 89 (1,7%)     | 152 (2,9%)    |
| Азијати           | 18 (0,3%)     | 42 (0,8%)     |
| Хиспаноамериканци | 34 (0,7%)     | 90 (1,7%)     |
| Укупно            | 5.143         | 5.245         |